# Immunità umorale
L'immunità umorale (HIR) costituisce parte della risposta immunitaria adattativa ed è mediata dalla secrezione di anticorpi prodotti nelle cellule dei linfociti di tipo B (cellule B) differenziatisi in plasmacellule. Gli anticorpi prodotti si legano alla superficie di antigeni come virus, batteri e sostanze non-proprie dell'organismo.
L'immunità umorale si riferisce alla produzione di anticorpi, ed a tutti i processi che la accompagnano: attivazione dei linfociti Th2 e produzione delle citochine, formazione dei centri germinali e mutamento dell'istotipo, maturazione affinità e generazione delle cellule della memoria. Si riferisce anche alla funzione effettrice degli anticorpi, che include la neutralizzazione delle tossine e dei germi patogeni, l'attivazione del sistema del complemento, la produzione di opsonine per la promozione della fagocitosi e l'eliminazione degli elementi patogeni.
L'immunità umorale è la causa del rifiuto da parte dell'organismo di innesti o trapianti CMIR o anche delle trasfusioni di sangue, causando il rigetto: in entrambi i casi è coinvolto l'HIR.
Gli anticorpi prodotti dalla risposta immunitaria umorale seguono due diversi metodi di difesa dell'organismo: immunità umorale attiva e immunità umorale passiva.